# José Gómez de la Carrera
José Gómez de la Carrera  (m. en 1908) fue un fotógrafo de origen español a quien se atribuye la introducción por primera vez de la fotografía instantánea en Cuba.

## Biografía
Nacido en España se trasladó a Cuba bastante joven, realizó estudios de fotografía en España, aunque algún autor señala que aprendió fotografía en Estados Unidos donde adquirió la nacionalidad estadounidense. En 1885 se estableció en La Habana como fotógrafo profesional introduciendo la fotografía instantánea como pionero del periodismo fotográfico. En 1888 comenzó a colaborar con distintas publicaciones, entre las que se pueden mencionar La Caricatura  (1888-1892), La Lucha (1892-1895), El Fígaro (1895-1903), La Discusión (1898-1903) y Cuba y América (1904-1906).
Fue el fotógrafo oficial en la investigación del hundimiento del Maine, que provocó la guerra hispano-estadounidense y también realizó un reportaje sobre las víctimas y su entierro junto a Amado Maestri. Al finalizar la misma fue el fotógrafo oficial de la administración estadounidense.
Otro trabajo de documentación gráfica significado fue el que realizó con el profesor Carlos de la Torre para ilustrar los libros de historia y geografía, lo que supuso recorrer la isla de Cuba con gran detalle. 
Sus reportajes fotográficos sobre la guerra de la Independencia de Cuba permitieron ofrecer imágenes en todo el mundo y se conservan en diferentes archivos: la Biblioteca Nacional José Martí, Biblioteca del Congreso de Estados Unidos, el Instituto Smithsoniano y en el Archivo General Militar de Madrid.